# Автобусный парк № 1 (Санкт-Петербург)
Автобусный парк № 1 — филиал СПб ГУП «Пассажиравтотранс». Обслуживает маршруты Василеостровского, Петроградского, Адмиралтейского, Центрального, Московского, Фрунзенского, Невского, Красногвардейского и Приморского районов Санкт-Петербурга.

## История

### Советский период
Автобусный парк № 1 является старейшим в городе из всех действующих. 1 сентября 1926 года отделом коммунального хозяйства (Откомхоз) Ленгорисполкома открыто движение по маршруту от Детскосельского вокзала по Комиссаровской улице до сада Трудящихся. Изначально автобусы размещались на складе Откомхоза по адресу Зубов переулок, 3.
В 1930 году была выделена территория под автобусный парк в бывшем Манеже Конюшенного ведомства. По мере возрастания объёмов перевозок и, как следствие, количества автобусов, она уже не могла вмещать в себя весь подвижной состав. В 1932 году на углу Днепропетровской улицы и Расстанного переулка открылся грузовой автопарк «Волковский гараж», где в 1933 году был организован филиал парка. В 1938 году все грузовые автомобили были переведены на другую площадку, а автобусный парк был полностью переведён с Конюшенной площади на Днепропетровскую улицу, 18. Эта территория используется и по сей день в качестве ремзоны парка и музея СПб ГУП «Пассажиравтотранс».
Перед началом Великой Отечественной войны автобусный парк № 1 был крупнейшим автомобильным хозяйством города, в нём насчитывалось 284 автобуса, он обслуживал двадцать маршрутов.
Во время Великой Отечественной войны часть машин была передана фронту. Оставшиеся машины поддерживали движение на некоторых маршрутах, осуществляли перевозку воинских подразделений на фронт, эвакуацию населения города. В честь подвига автомобилистов 1-го автобусного парка, не вернувшихся с войны, в 1985 году на территории парка был создан мемориал.
Послевоенное восстановление требовало большого объёма работ и кадров. В это время парк наполнялся новыми образцами автобусов за счет репараций.
Было принято решение о выпуске автобуса Л-1 вагонного типа с деревянным кузовом собственными силами в Ленинграде. В течение года были построены 102 таких автобуса. А в ноябре 1947 г. поступили первые 4 60-местные дизель-электрические автобусы ЗИС-154 с цельнометаллическим кузовом вагонного типа — первенцы автобусостроения в послевоенный период. Модели совершенствовались, повышалась комфортность и улучшались технико-эксплуатационные показатели.
В 1947 году парк начал обслуживать междугородние, межобластные и межреспубликанские пассажирские перевозки, вначале автобусами ЗИС-155, а затем новыми скоростными машинами ЗИС-127. Автобусы уже использовались и для организации туристических поездок.
Первые комфортабельные автобусы из Венгрии — Ikarus 55 «Люкс» с мягкими откидными креслами парк получил в 1961 года, а в марте 1967 года появились первые два автобуса Ikarus 180 особо большой вместимости — 200 человек для городских перевозок. 1-й автобусный парк одним из первых в стране начал их эксплуатацию.
Тогда же была проведена реконструкция и расширение производственно-технической базы. В 1974 г. первое производственное объединение было оборудовано на базе автобусного парка № 1. В 1975 г. было завершено строительство филиала на Бухарестской улице, 18, рассчитанного на обслуживание 270 автобусов. С открытием филиала все городские машины были переведены туда, а на территории «Волковского гаража» стало проводиться обслуживание междугородних и заказных автобусов.

### Постсоветский период
В 1990-е годы в связи с изменениями ситуации в стране поставки нового подвижного состава были резко сокращены, однако к Играм Доброй воли 1994 года парк получил десять комфортабельных 50-местных автобусов Ikarus 250, позднее ещё несколько. В 1995—1997 годах в парк поступило около 200 автобусов модели Ikarus 280.33O.
В середине 90-х годов парк приступил к обслуживанию коммерческих маршрутов. На них работали автобусы Hyundai Chorus, Mercedes и часть машин междугородней колонны.
Улучшение общей экономической ситуации в стране дало возможность обновить подвижной состав. Начались поступления машин Ликинского автобусного завода ЛиАЗ-5256 и их модификаций, высокопольных и низкопольных автобусов модели 6270 завода «Волжанин». Для междугородней колонны закупались автобусы Волжанин-5285.10, Волжанин-52702-10-02.
В 2003 и 2004 годах автобусный парк № 1 занял второе место Премии Санкт-Петербурга по качеству перевозок.
В 2008—2009 годах парк обновился автобусами Волжанин «СитиРитм».
В апреле 2012 года СПб ГУП «Пассажиравтотранс» на базе междугородней колонны парка было создано дочернее предприятие — ООО «АП-1». Из-за ряда причин, таких, как бюрократические проволочки между материнским и дочерним предприятиями, неразрешённые финансовые вопросы, ненадёжные автобусы, ломавшиеся посреди маршрута, недобросовестные водители, присваивавшие себе часть выручки, конкуренты на более быстрых и новых микроавтобусах, курсирующие с меньшими интервалами, и других, в июне 2017 года предприятие и междугородняя колонна прекратили свою деятельность.
С 2013 по 2017 годы парк обновлялся одиночными автобусами Volgabus-5270, в том числе задействованными на Олимпийских Играх в Сочи, сочленёнными Volgabus-6271 и ЛиАЗ-5292.60.
В 2014—2015 годах в парке проходили испытания немецкие автобусы MAN A23 Lion’s City GL NG363 и Göppel Go4City 19. По окончании испытаний они были выкуплены и продолжают работать на маршрутах парка.
В 2017 году в парке проходил испытания автобус ЛиАЗ-6213.65.
В 2020 году началась поставка сочленённых автобусов МАЗ-216.066.
В 2023 году стало известно о планируемой реконструкции административно-бытового здания площадки на Днепропетровской улице: по состоянию на конец сентября, уже определён подрядчик. Ожидается, что работы будут завершены в октябре 2024 года.

### Музей
В строении 18В с января 2024 года размещается экспозиционно-просветительский центр истории автотранспорта Ленинграда, в котором представлены 68 автобусов, 9 спецмашин и 8 грузовиков; все они способны передвигаться самостоятельно, находятся в рабочем состоянии. Также в коллекции центра есть 15000 документов и предметов.

## Филиал на Хрустальной улице
С 16 марта 2006 года по 6 октября 2022 год автобусный парк № 3, расположенный на Хрустальной улице (в том числе филиал парка в Кировске на Дубровской улице), прекратил работу и был преобразован в филиал автобусного парка № 1. С 1 апреля 2006 по 1 марта 2013 года на территории бывшего автобусного парка находилась площадка «Хрустальная» компании «Питеравто». В настоящее время площадка реконструируется под эксплуатацию до 250 автобусов на газовом топливе. Парк на Хрустальной улице вновь стал самостоятельным автобусным парком № 3 в октябре 2022 года.